# Charles W. Morris
Charles William Morris (23. maj 1901 i Denver, Colorado – 15. januar 1979 i Gainesville, Florida) var en amerikansk semiotiker og filosof. Han studerede psykologi under George Herbert Mead og blev påvirket af behaviorismen. Senere rejste han til østen og til Europa hvor han blev påvirket af Wienerkredsen og logisk positivisme. Han er især kendt for sin semiotiske teori som fik stor indflydelse på lingvistikken i midten af det tyvende århundrede. Her inddelte han studiet af tegnsystemer i tre: syntaks, relationen imellem tegn og andre tegn, semantik relationen mellem tegn og objekter i verdenen, og pragmatik relationen mellem tegn og de personer der bruger dem.